# Амирасланов, Ахлиман Тапдыг оглы
Ахлиман Тапдыг оглы Амирасланов (азерб. Əhliman Tapdıq oğlu Əmiraslanov; 17 ноября 1947 год, Зод, Басаркечарского района, Армянской ССР) — азербайджанский учёный, академик НАНА (2001) и Польской академии медицинских наук (1998) иностранный член РАМН (2001), академик-секретарь отделения биологических и медицинских наук НАНА, председатель комитета здравоохранения Милли меджлиса Азербайджанской Республики (2015), Заслуженный деятель науки Азербайджана (1991) и Республики Дагестан (2011), доктор медицинских наук (1984), профессор (1989), лауреат Государственной премии СССР (1986).

## Биография
Ахлиман Амирасланов родился 17 ноября 1947 года в селе Зод Басаркечарского района Армянской ССР. В 1965 году окончил среднюю школу с золотой медалью. В том же году поступил на лечебно-профилактический факультет Азербайджанского государственного медицинского института.
Будучи студентом, в 1969—1971 годах работал средним медицинским работником в городской онкологической клинике в Баку. В 1971 году с отличием окончил институт.
С 1971 по 1974 год работал в Бакинской городской онкологической клинике вначале ординатором, затем заведующим хирургическим отделением.
В 1974 году поступил в аспирантуру Всесоюзного онкологического научного центра (ВОНЦ) АМН СССР в Москве. В 1977 году ещё до окончания срока обучения в аспирантуре защитил диссертацию на тему «Реабилитация больных, оперированных по поводу злокачественных опухолей нижних конечностей» и был удостоен учёной степени кандидата медицинских наук.
С 1977 года являлся младшим, старшим научным сотрудником Онкологического центра Академии медицинских наук СССР (Москва).
В 1984 году защитил докторскую диссертацию на тему «Комплексные методы лечения больных остеогенной саркомой».
В период работы в Москве был неоднократно награждён медалями ВДНХ СССР. В 1985 году удостоен премией Академии медицинских наук СССР имени Н. Н. Петрова за оригинальную монографию «Саркома костей». В 1986 году за цикл работ по теме «Разработка и внедрение в клиническую практику методов лечения онкологических больных» А. Т. Амирасланов был удостоен Государственной премии СССР в области науки и техники.
В 1989 году был избран на должность профессора отделения общей онкологии ВОНЦ и проработал в этой должности до 1992 года. За этот период под его руководством было подготовлено 12 кандидатов и 5 докторов наук.
В 1992 году А. Т. Амирасланов был назначен ректором Азербайджанского медицинского университета имени Н. Нариманова. Проработал на этом посту 23 года (до 2015 года). В период его ректорства в Азербайджанском медицинском университете был осуществлён ряд важных реформ, значительно усовершенствована работа по подготовке высококвалифицированных медицинских кадров. Университет присоединился к Болонской системе образования. Было внедрено применение кредитной системы, созданы онкологическая, стоматологическая, учебно-терапевтическая и учебно-хирургическая клиники.
С 1993 года являлся заведующим кафедрой онкологии АМУ имени Н. Нариманова. Являлся директором Онкологической клиники при АМУ.
Академик А. Т. Амирасланов является автором около 500 научных трудов (на 2019 год), в том числе 18 монографий, 31 учебников, учебных пособий и методической литературы. Является автором 16 изобретений и рационализаторских предложений, 20 методических рекомендаций, десятков научно-популярных статей.
Неоднократно выступал с научными лекциями на съездах, симпозиумах и конференциях за рубежом (США, Франция, Япония, Италия, Швеция, Турция, Канада, Греция, Германия, Венгрия, Австрия, Чехия, Иран, Сингапур, Российская Федерация, Пакистан, Польша, Израиль и другие страны).
Под его руководством подготовлено 12 докторов и 44 кандидатов наук (2019).
Разработки и совершенствование методов лечения злокачественных опухолей органов опорно-двигательного аппарата, молочной железы и ряда внутренних органов принесли всемирную известность академику А. Амирасланову. В клинике, руководимой А. Т. Амираслановым, успешно проводится ряд технически сложных хирургических операций.
А. Т. Амирасланов является членом Всемирной ассоциации онкологов и ортопедов-травматологов, Европейского общества онкологии опорно-двигательного аппарата, Американского общества клинической онкологии. В 2011 году стал действительным членом Европейского общества медицинской онкологии.
Действительный член Национальной академии наук Азербайджана (с 2001 года) и Польской академии медицинских наук (с 1998 года), иностранный член Российской академии медицинских наук.
Академик-секретарь отделения биологических наук НАНА.
30 апреля 2010 года распоряжением президента Азербайджана академик А. Т. Амирасланов был включен в состав комиссии Совета попечителей фонда развития науки при Президенте Азербайджана, комиссии по предоставлению Государственных премий Азербайджанской Республики, а также в редакционную коллегию по составлению Национального атласа Азербайджана.
В 2007 году был удостоен золотой медали имени академика Н. Н. Блохина РАМН. В 2009 году в России в рамках программы «Лидеры ХХI столетия» был удостоен награды «Интеллект нации».

### Общественная деятельность
Являлся депутатом Верховного Совета Азербайджанской ССР 12 созыва (с 1991 года).
Член партии «Новый Азербайджан», член совета ветеранов партии.
В 2010 году был избран депутатом парламента Азербайджана IV созыва. Являлся членом комитета по социальной политике парламента, руководителем межпарламентской рабочей группы Азербайджан — ОАЭ, председателем комиссии по международным связям ТюркПА.
В 2015 году избран депутатом парламента Азербайджана V созыва. 25 ноября 2015 года выбран председателем комитета здравоохранения Милли меджлиса Азербайджана. Являлся руководителем межпарламентской рабочей группы Азербайджан — Турция.
Депутат парламента Азербайджана VI созыва. Председатель комитета здравоохранения парламента. Руководитель межпарламентской рабочей группы Азербайджан — Турция.
В 2024 году на парламентских выборах в Азербайджане, которые состоялись 1 сентября, одержал победу в Сабирабадском избирательном округе №67. Официально стал депутатом Милли Меджлиса Азербайджана седьмого созыва, первое заседание которого состоялось 23 сентября 2024 года.
В 2011 году на III съезде азербайджанцев мира избран членом Координационного совета азербайджанцев мира.
Член делегации Азербайджана в Парламентской ассамблее тюркоязычных стран. Являлся председателем ТюркПА.
18 июля 2014 года назначен членом Попечительского совета Фонда знаний при Президенте Азербайджана.
Являлся членом комиссии по помилованию при Президенте Азербайджана, членом комиссии по государственным наградам Азербайджана в сфере науки, техники, архитектуры, культуры и литературы.
С 29 июня 2016 года является председателем Азербайджанского национального комитета по биоэтике, науке и этике технологий ЮНЕСКО.

## Основные научные труды
- А. Т. Амирасланов, В. Н. Герасименко. О реабилитации больных после ампутации нижних конечностей по поводу злокачественных опухолей — Журн."Опухоли опорно-двигательного аппарата", Москва, 1975, вып.5, 4 с.
- А. Т. Амирасланов, А. А. Петренко, В. Н. Герасименко и др. Методы измерения параметров макрогемоциркуляции и проницаемости тканевых барьеров с помощью бета-гамма радиоактивных препаратов — In: Second national conference on biomedical physics and ingineering with international participation. Sofia, 1 c. 1976
- А. Т. Амирасланов. Реабилитация больных после ампутации нижних конечностей по поводу злокачественных опухолей — Автореф. дисс… канд. мед. наук. Москва, 1977, 20 с.
- А. Т. Амирасланов. Восстановительное лечение больных после экзартикуляции бедра по поводу злокачественных опухолей. — Журн. «Опухоли опорно-двигательного аппарата», Москва, 1979, вып. 7, 5 с.
- А. Т. Амирасланов. Некоторые вопросы реабилитации больных, перенёсших операции по поводу злокачественных опухолей опорно-двигательного аппарата. «Вопросы онкологии», Москва, 1980, № 12, 7 с.
- А. Т. Амирасланов, Б. Я. Наркевич, В. Н. Герасименко и др. Устройство для радиоизотопного исследования микрогемоциркуляции в коже- авторское свидетельство № 788468, Москва, 1980
- А. Т. Амирасланов, Н. Н. Трапезников, Л. А. Ереминой и др. Опыт применения и перспективы комбинированных методов лечения остеогенной саркомы- Журн. «Вестник АМН СССР», Москва 1981, № 7, 5 с.
- А. Т. Амирасланов, Н. Н. Трапезников, В. Н. Герасименко и др. Психические нарушения и пути их коррекции у больных, перенёсших ампутацию нижних конечностей по поводу злокачественных опухолей. Методические рекомендации. — Москва, 1982, 18 с.
- А. Т. Амирасланов, Н. Н. Трапезников, Ю. Н. Соловьев и др. Саркомы костей. — Ташкент, 1983, «Медицина», 302 с.
- А. Т. Амирасланов, Н. Н. Трапезников, Л. А. Ереминой. Комплексный метод лечения больных остеогенной саркомы.- Методические рекомендации. — Москва, 1983
- А. Т. Амирасланов. Комплексные методы лечения больных остеогенной саркомой.- Автореф. дисс… д-ра мед. наук. Москва, 1984, 25 с.
- А. Т. Амирасланов, Н. Н. Трапезников, Л. А. Ереминой и др. Опухоли костей. — Москва, 1986, Медицина, 283 с.
- А. Т. Амирасланов. Остеогенная саркома (лечение).- Монография. — Баку, 1987, «Элм», 172 с.
- А. Т. Амирасланов, Н. Е. Кушлински, Л. В. Бассалык и др. Гиперандрогения и возможные пути её коррекции у больных с первичной остеогенной саркомой кости.- Мат. Всесоюзной конференции «Метаболические нарушения и их коррекция в онкологии». — Москва, 1991,3 с.
- А. Т. Амирасланов, Н. Е. Кушлински, Л. В. Бассалык и др. Половые стероидные гормоны и остеогенная саркома.- Сообщение 1. Гиперандрогения в патогенезе остеогенной саркомы- Журн. «Вестник ВОНЦ АМН СССР», Москва, 1991, № 2, 6 с.
- А. Т. Амирасланов, В. А. Соколов, С. Д. Щербаков. Ротационная пластика -как один из хирургических методов лечения остеогенной саркомы дистального отдела бедренной кости.- Там же, 5 с., 1991
- А. Т. Амирасланов, Н. Н. Трапезников, М. Д. Алиев. Эндопротез коленного сустава- Положительное решение на поданную заявку на изобретение № 500843 27/07/92, 1991.
- А. Т. Амирасланов, Н. Н. Трапезников, М. Д. Алиев. Эндопротез коленного сустава- Положительное решение на поданную заявку на изобретение № 500844 27/07/92, 1992.
- А. Т. Амирасланов, В. А. Соколов, С. В. Стефанков, М. Д. Алиев. Ротационная пластика как один из видов реконструктивных операций при остеогенной саркоме дистального отдела бедренной кости — Журн. «Проблемы онкологии и мед. радиологии», Баку, 1992.
- А. Т. Амирасланов, Н. Н. Трапезников. Паростальная саркома. — Азернешр, Баку, 1993, 104 с.
- А. Т. Амирасланов, Н. Е. Кушлински, А. Ю. Казиев. Рецепторы половых стероидных гормонов в опухолях костей.- Баку, 1995, Эргюн, 96 с.
- А. Т. Амирасланов, А. Ю. Казиев, Н. Е. Кушлински. Сравнительное исследование рецепторов половых стероидных гормонов в хондро- и остеогенной саркомах костей.- «Азмеджурнал»- Баку, 1996, № 2, с.12-16.
- А. Т. Амирасланов, Н. В. Касумов, Д. Б. Джамалов, Ш. Д. Ганифаев. Неоадьювантная химиотерапия при раке молочной железы.- Материалы I съезда онкологов стран СНГ, Москва. Часть II, 1996, 1 с.
- А. Т. Амирасланов, Н. Н. Трапезников, М. Д. Алиев, А. В. Черных. Эндопротез коленного сустава и устройство для фиксации в большеберцовой и бедренной костях. — Патент № 2080840 на изобретение от 10 июня 1997.
- А. Т. Амирасланов, Н. Ф. Мистакопоуло, Г. Г. Кныров, Ф. Н. Мистакопоуло. Кахекция у больных раком пищевода и желудка.- Баку, «Табиб», 291 с.
- А. Т. Амирасланов, А. Ю. Казиев, Н. В. Касумов, Э. Э. Ибрагимов. Новые подходы к лечению саркомы костей.- «Аз. мед. журнал», Баку, 2000, № 2, стр.3-7.
- А. Т. Амирасланов, Н. В. Касумов, Э. Э. Ибрагимов. Роль неоадьювантной химиотерапии в комплексном лечении сарком мягких тканей.- «International journal on Immunorehabilitation» Т.4. № 1. 21-24 апреля 2002, г. Канны, Франция, 2002.
- А. Т. Амирасланов, Э. Э. Ибрагимов, Н. В. Касумов. Органосохраненные операции при костных саркома. III съезд онкологов и радиологов СНГ. Материалы съезда 25-28 мая 2004 Минск, с. 97-98.
- А. Т. Амирасланов, И. У. Джафарова, А. Ю. Казиев, А. А. Амирасланов. Клинико-диагностические особенности злокачественных фиброзной гистиоцитомы мягких тканей. «Sağlamlıq», 2007, № 5, с. 45-55.
- А. Т. Амирасланов, Мурадов Х. К. А. Г. Велиева. Влияние эндокринно-клеточного компонента на течение и прогноз гормонопродуцирующего рака молочной железы. «Российский Биотерапевтический Журнал», Москва, 2010, том 9, № 4, с. 51-54.
- А. Т. Амирасланов, Тагиев Ш. Д., Ибрагимов Э. Э. Органосберегательное лечение первичных злокачественных опухолей костей. VI съезд онкологов и радиологов стран СНГ. Душанбе, Таджикистан, 1-4 октября, 2010, с. 213.
- А. Т. Амирасланов, Алиева К. А. Злокачественная фиброзная гистиоцитома мягких тканей: частота метастазирования и рецидивирования. Научно-практический журнал «Практическая медицина». 2011, т. XVII, № 2, с. 84-89.
- А. Т. Амирасланов, Ахмедова Г. А. Значение VEGF и BDNF в диагностике и дифференциальной диагностике злокачественных. Фармация Казахстана, 2011, июнь, с.35-37, т.121 № 6.
- Амирасланов А. Т., Мурадов Г. К., Мехтиева Г. К., Алиева К. А. Функциональная морфология при доброкачественной фиброзной гистиоцитоме мягких тканей. Azərbaycan Tibb Jurnalı. Bakı, 2012, № 1, s.102-105.
- А. Т. Амирасланов, С. Р. Наджафов — Значение компьютерной томографии в диагностике доброкачественных опухолей и опухоле подобных образований «Хирургия» Журнал им. Н. И. Пирогова, 2012, Москва, № 5, с. 60-62

## Награды и премии
- Государственная премия СССР (1986)[11]
- Заслуженный деятель науки Азербайджана (22 августа 1991, за заслуги в подготовке высококвалифицированных кадров, развитии здравоохранения и медицинской науки)[2]
- Орден «Слава» (17 июня 2000, По случаю 70-летия Азербайджанского Медицинского Университета, за заслуги в области науки, образования и здравоохранения)[12]
- Премия Кембриджского Международного биографического центра Великобритании — «Золотая звезда» (2006)[13]
- Золотая медаль имени Н. Блохина (2007, Россия)[14]
- Заслуженный деятель науки Республики Дагестан (29 сентября 2011 года, Республика Дагестан, Россия) — за большой вклад в развитие научного сотрудничества между Республикой Дагестан и Азербайджанской Республикой[15]
- Орден «Честь» (16 ноября 2017, за многолетнюю плодотворную деятельность в общественно-политической жизни Азербайджанской Республики)[16]
- Орден «За службу Отечеству» I степени (16 ноября 2022, за многолетнюю плодотворную деятельность в общественно-политической жизни Азербайджанской Республики)[17]